# Hyposmocoma longitudinalis
Hyposmocoma longitudinalis (лат.) — вид роскошных молей эндемичного гавайского рода Hyposmocoma.

## Описание
Бабочки размахом крыльев 15-19 мм. Усики светлые, первый членик сверху темно-коричневый. Щупики, голова и грудь преимущественно белые. На груди по центру имеется темно-коричневатая линия, а по бокам в задней части пятна такого же цвета. Передние крылья белые, от основания до вершины тянется с темно-коричневато-бурая полоса, за серединой крыла она несколько расширяется и утонченной к вершине. Задние крылья беловато-серые, их вершина в слабо выраженным  опушеннием, реснички по краю крыла бледно-коричневато-пепельные. Брюшко и ноги бледно-коричневато-пепельные.

## Распространение
Встречается на острове Гавайи, Оаху и Молокаи.